# Alexandre Delettre
Alexandre Delettre (Gonesse, 25 oktober 1997) is een Frans wielrenner.

## Carrière
Nadat Delettre in 2019 stage had gelopen bij Delko Marseille Provence werd hij in 2021 prof bij deze ploeg die nu de naam DELKO heeft. In zijn eerste koers voor DELKO won hij het bergklassement in de Ster van Bessèges.

## Overwinningen
2015
3e etappe Tour du Valromey, junioren
2021
Bergklassement Ster van Bessèges
2024
2e etappe Ronde van de Elzas

## Resultaten in voornaamste wedstrijden
| Jaar | Ronde van Italië | Ronde van Frankrijk | Ronde van Spanje |
| ---- | ---------------- | ------------------- | ---------------- |
| 2021 |                  |                     |                  |
| 2022 |                  |                     |                  |
| 2023 | 89e              |                     |                  |
| 2024 |                  |                     |                  |
| 2025 |                  | 55e                 |                  |

| Jaar | Milaan-San Remo | Parijs-Roubaix | Amstel Gold Race | Parijs-Tours |
| ---- | --------------- | -------------- | ---------------- | ------------ |
| 2021 |                 | opgave         |                  | 76e          |
| 2022 |                 | 70e            | 80e              |              |
| 2023 | 135e            |                | opgave           | 46e          |
| 2024 |                 |                |                  | 14e          |
| 2025 |                 |                | 23e              |              |

## Ploegen
- 2019 –  Delko Marseille Provence (stagiair vanaf 1 augustus)
- 2021 –  DELKO
- 2022 –  Cofidis
- 2023 –  Cofidis
- 2024 –  Saint Michel-Mavic-Auber 93
- 2025 –  TotalEnergies

Areruya · Combaud · De Rossi · El Fares · Fedeli · Fernández · Filosi · Finetto · Grosu · Guérin · Jones · Kasperkiewicz · Leveau · Moreno · Navardauskas · Rochas · Schmidt · Šiškevičius · Trarieux · Carr (stagiair) · Delettre (stagiair) · Guichard (stagiair)
Allegaert · Armée · Bidard · Bohli · Carvalho · Champion · Cimolai · Consonni · Coquard · Delettre · Fernández · Finé · Geschke · Jesús Herrada · José Herrada · Izagirre · Kreder · Lafay · Martin · Perez · Périchon · Renard · Rochas · Sajnok · Thomas · Toumire · Vanbilsen · Villella · Wallays · Walscheid · Zingle · Kolze Changizi (stagiair) · Lecamus-Lambert (stagiair) · Wood (stagiair)
Allegaert · Bidard · Carvalho · Champion · Cimolai · Consonni · Coquard · Delettre · Fernández · Finé · Geschke · Jesús Herrada · José Herrada · Izagirre · Kreder · Lafay · Lastra · Mariault · Martin · Noppe · Perez · Périchon · Renard · Rochas · Thomas · Toumire · Wallays · Walscheid · Wood · Zingle · Gudnitz (stagiair) · Knight (stagiair) · Larmet (stagiair)